# Перекриття

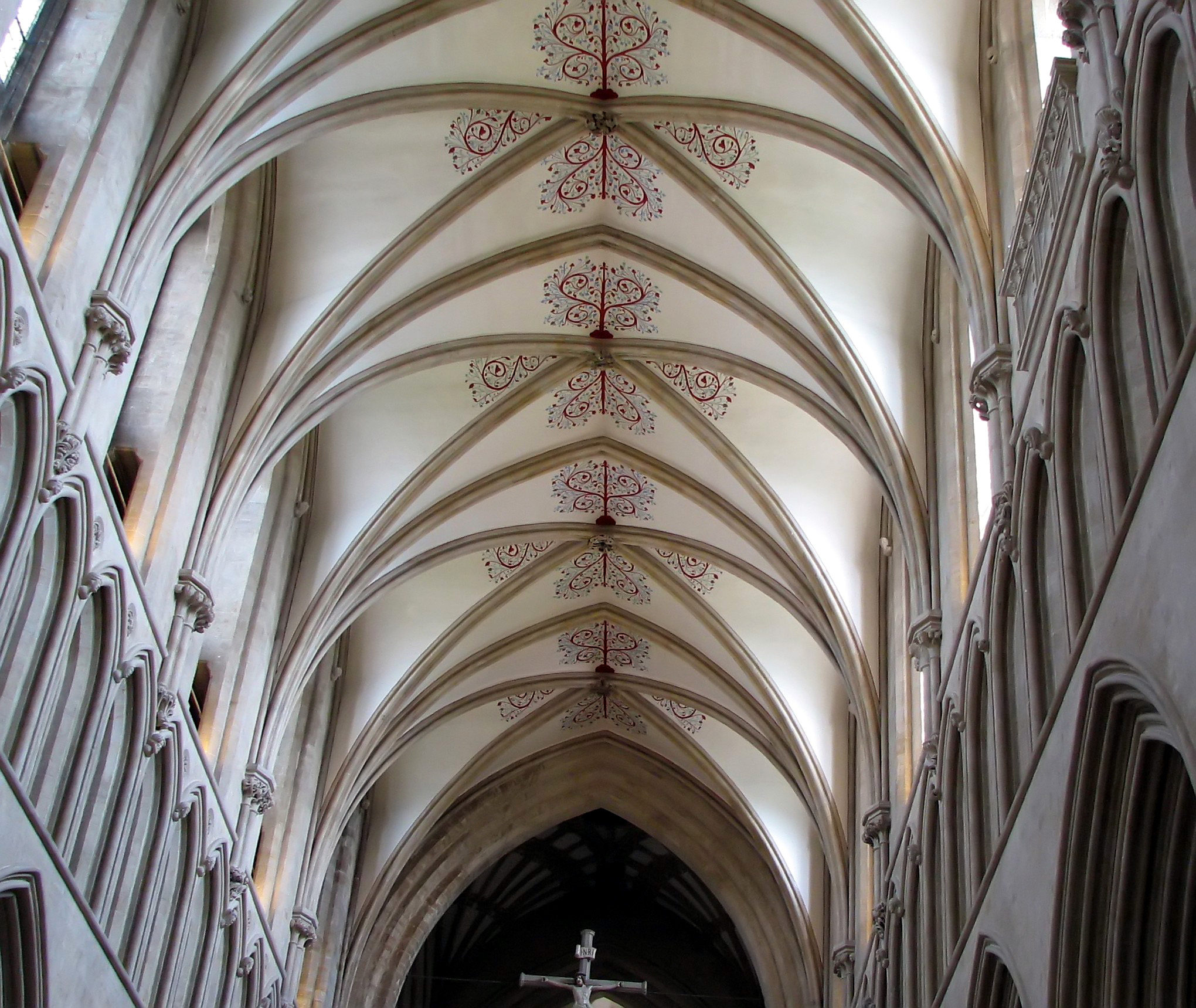
Перекриття стелі в кафедральному храмі

Перекриття́ — внутрішня горизонтальна огороджувальна конструкція будинку або споруди, що сприймає і передає на тримальні (основні) стіни та інші вертикальні опори постійно та тимчасово діючі навантаження.

## Загальна характеристика
Перекриття розділяють внутрішній простір будинку на поверхи.
Мінімальна висота поверху повинна бути не менше 3 м, висота першого поверху головного корпуса приймається звичайно 6 м (допускається 7,2 м), висота другого і наступних поверхів — 4,8 і 6 м, висота верхніх поверхів — 8,4; 9,6; 10,8 м (допускається 13,2 м). В будинку допускається нерегулярне сполучення поверхів різних висот. Залежно від призначення перекриття підрозділяють на міжповерхові, горищні і надпідвальні.
Міжповерхові перекриття, що поділяють будинок на поверхи, призначені для сприйняття навантажень від обладнання, сировини і продуктів її переробки, персоналу і т. д. Основне призначення горищних перекриттів полягає в захисті будинків від високих (низьких) температур і створенні нормальних умов роботи в приміщеннях. Перекриття повинні також забезпечувати належну звуко- і теплоізоляцію. До перекриттів у приміщеннях з мокрим режимом виробництва висувають ще й гідроізоляційні вимоги.
Несучими конструкціями перекриттів служать балки двотаврового або швелерного перетину, на які кладуть настил із залізобетонних плит.

## Види перекриттів
За призначенням розрізняють перекриття:
- міжповерхові,
- підвальні
- горищні.

Залежно від способу влаштування конструкції перекриття бувають
- збірні (великопанельні на кімнату, панельні, балкові по залізобетонних, металевих, дерев'яних балках),
- монолітні залізобетонні,
- збірно-монолітні, безригельні,
- кесонні, шатрові,
- цегляні арочні
- склепінчасті.

Склепінчасті перекриття найчастіше зустрічаються в старих кам'яних будинках.

## Матеріал перекриттів
Склепіння бувають кам'яні або цегляні, залізобетонні. Дерев'яні перекриття використовуються рідко і в основному під час будівництва одноповерхових будівель.
Великого поширення в будівництві набули залізобетонні перекриття, які використовуються у вигляді збірних конструкцій, монолітних і збірно-монолітних. Збірні залізобетонні перекриття виконуються з настилом по балках, а також з безбалковими конструкціями перекриття.

## Характеристики перекриттів
Перекриття характеризуються міцністю і довговічністю. Перекриття мають бути достатньо жорсткими, простими з погляду улаштування та експлуатації, непроникними для рідин, газів, мати слабку звукопровідність, відповідати довговічності та вогнестійкості споруди в цілому.
Під час перепланування приміщень нерідко допускаються пошкодження конструкцій склепіння або повне їх знесення, пов'я зане з необхідністю збільшення загальної площі приміщень, що призводить до прискорення зносу перекриття, яке конструктивно пов'язане з його склепінчастою частиною.

## Вимоги до перекриттів
Конструкції перекриття повинні відповідати нормативним вимогам щодо міцності та вогнестійкості (відповідно до призначення будинків), а також вимогам звукоізоляції, теплоізоляції. Захист від попадання вологи у внутрішні конструкції перекриття у вологих приміщеннях (санітарних вузлах) забезпечується влаштуванням спеціального гідроізоляційного шару.